# Črni Vrh, Idrija
Črni Vrh este o localitate din comuna Idrija, Slovenia, cu o populație de 656 de locuitori.